# Cilicaeopsis whiteleggei
Cilicaeopsis whiteleggei is een pissebed uit de familie Sphaeromatidae. De wetenschappelijke naam van de soort is voor het eerst geldig gepubliceerd in 1905 door Stebbing.